# Ametroides ituriensis
Ametroides ituriensis är en insektsart som beskrevs av Heinrich Hugo Karny 1928. Ametroides ituriensis ingår i släktet Ametroides och familjen Gryllacrididae. Inga underarter finns listade i Catalogue of Life.